# Cyneheard z Wesseksu
Cyneheard z Wesseksu – atheling, czyli potencjalny następca tronu w królestwie Wesseksu, brat Sigeberhta i zabójca Cynewulfa. Tłem tego zabójstwa były pretensje do korony, jakie miał Cyneheard po odsunięciu od tronu swego brata.